# Le notti del terrore
Le notti del terrore è un film del 1981, diretto da Andrea Bianchi.

## Trama
Un archeologo, involontariamente, resuscita un'orda di zombi etruschi. Subito gli etruschi lo catturano e lo uccidono trasformandolo in uno di loro. 
I non morti, affamati di carne umana, si dirigono verso un lussuoso palazzo, dove un gruppo di persone tra studenti e amici dell'archeologo lo stanno attendendo per sapere le novità dei suoi scavi.
Quando gli etruschi giungono alla villa e cominciano ad attaccare i presenti, questi dovranno ingaggiare un violento combattimento per sfuggirgli. I sopravvissuti si mettono in salvo all'alba e trovano rifugio in un monastero, in realtà una trappola organizzata dagli zombi che, travestiti da frati, catturano e uccidono il gruppetto.

## Produzione
Gli interni sono stati ricreati presso gli studi De Paolis di Roma. Alcune riprese esterne, invece, furono realizzate a Frascati.
Pietro Barzocchini recita la parte di un bambino capriccioso. L'attore, in realtà, soffre di nanismo e fu appositamente scritturato per alcune scene softcore.

## Distribuzione
Uscito nelle sale italiane il 9 luglio del 1981, il film venne esportato all'estero, dove è conosciuto col titolo internazionale Burial ground.
Venne vietato ai minori di 18 anni, a causa di alcune sequenza splatter.
La CG Entertainment lo ha riproposto, a distanza di anni, in versione rimasterizzata.

## Accoglienza
La rivista Nocturno lo recensisce come un film «istantaneo, girato all'impronta e che trova la sua ragion d’essere nel cuore della stagione zombofila».